# نيك بيفيرلي
نيك بيفيرلي هو لاعب هوكي الجليد كندي، ولد في 21 أبريل 1947 في تورونتو في كندا.

## وصلات خارجية
- نيك بيفيرلي على موقع دوري الهوكي الوطني (الإنجليزية)
- نيك بيفيرلي على موقع EliteProspects.com (الإنجليزية)
- نيك بيفيرلي على موقع HockeyDB.com (الإنجليزية)
- نيك بيفيرلي على موقع Hockey-Reference.com (الإنجليزية)